# Сенан (Верхняя Сона)
Сена́н (фр. Cenans) — коммуна во Франции, находится в регионе Франш-Конте. Департамент — Верхняя Сона. Входит в состав кантона Монбозон. Округ коммуны — Везуль.
Код INSEE коммуны — 70113.

## География
Коммуна расположена приблизительно в 330 км к юго-востоку от Парижа, в 25 км северо-восточнее Безансона, в 22 км к югу от Везуля.
По территории коммуны протекает река Оньон.

## Население
Население коммуны на 2010 год составляло 131 человек.
| 1962 | 1968 | 1975 | 1982 | 1990 | 1999 | 2010 |
| ---- | ---- | ---- | ---- | ---- | ---- | ---- |
| 119  | 117  | 117  | 114  | 105  | 111  | 131  |

## Экономика
В 2010 году среди 74 человек трудоспособного возраста (15—64 лет) 54 были экономически активными, 20 — неактивными (показатель активности — 73,0 %, в 1999 году было 66,7 %). Из 54 активных жителей работали 53 человека (31 мужчина и 22 женщины), безработной была 1 женщина. Среди 20 неактивных 6 человек были учениками или студентами, 9 — пенсионерами, 5 были неактивными по другим причинам.